# Пилипенко Володимир Степанович
Пилипе́нко Володи́мир Степа́нович (* 25 жовтня 1918 — † 13 березня 2005) — віцеадмірал, Герой Радянського Союзу, учасник оборони Севастополя, доцент, кандидат технічних наук. В останні роки життя — голова Севастопольського відділення Всеукраїнського об'єднання ветеранів війни.

## Біографія
Народився 25 жовтня 1918 року в селі Кальнишівка Тиврівського району Вінницької області в сім'ї селянина. Українець.
У 1937 році, після школи, поступив у Харківський інститут інженерів залізничного транспорту. А у 1939 році, маючи за плечима два курси інституту, був призваний до лав РСЧА та направлений на навчання у Вище військово-морське училище імені М. В. Фрунзе.

### Друга Світова війна
Війна застала В. С. Пилипенка на курсантській практиці. 31 жовтня 1941 року відбувся (другий) достроковий випуск ВВМУ ім. Фрунзе. Лейтенант Пилипенко був направлений на Чорноморський флот, де отримав призначення на посаду командира катера 2-ї бригади торпедних катерів.

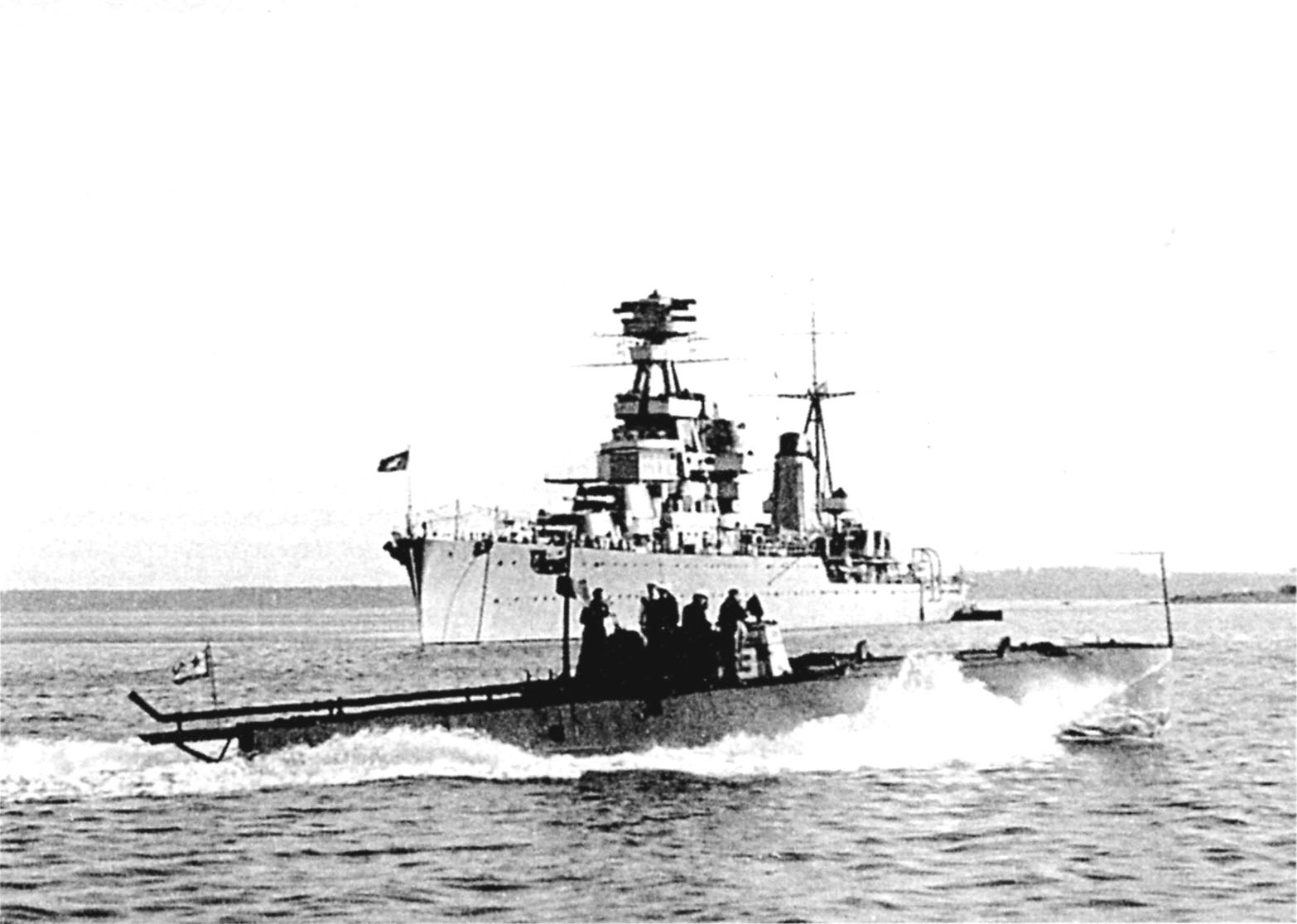
Торпедний катер типу Г-5 на фоні крейсера «Кіров» (Балтика, 1940 рік)

В перший період війни торпедні катери бригади здійснювали операції по обороні конвоїв на комунікаціях Одеса — Севастополь, нарівні з іншими кораблями активно брали участь в обороні Одеси, Севастополя, Керчі, виконували інші бойові завдання. В цей період лейтенант Пилипенко командував торпедним катером типу Г-5.
Радянським легким катерам протистояли великі німецькі сильно озброєні «Раумботи» і броньовані БДБ з сильним артилерійським і стрілецьким озброєнням. Перші бої виявили слабкість і протиповітряного озброєння Г-5, яке на той час складалося з великокаліберного кулемета ДШК. За словами В. С. Пилипенка, «протистояти авіації можна було тільки вмілим маневром в поєднанні з влучним вогнем».
На початку 1943 року на озброєння Чорноморського флоту надійшов перший загін з шести катерів типу АКА-5 зі штатними реактивними установками М-8М (іноді ці ТКА називали швидкохідними мінними (мінометними) і навіть мінно-торпедними). Загін під командуванням старшого лейтенанта І. П. Шенгура увійшов до складу 2-ї бригади ТКА. Одним з катерів, побудованим на кошти комсомольців ремісничих училищ Москви, призначили командувати старшого лейтенанта Пилипенка. До складу його екіпажу включили передових комсомольців — комендора Ларіка, боцмана Дьяченка, радиста Лапінкова, моториста Чернова та інших.
Катерники швидко розробили тактику спільних бойових дій торпедних і артилерійських катерів, яка виявилася дуже успішною. Нерозлучною трійкою щоночі виходили в Керченську протоку катери А. Куракіна, В. Пилипенко і Н. Попова. Торпедні катери, виявивши противника, зближалися з ним, примушуючи його кораблі згрупуватися тісніше, після чого їх атакував АКА Пилипенко. Поки він відходив на перезарядку «катюш», решта випускали торпеди й обстрілювали ворога з кулеметів і авіагармат. Так вони проводили за ніч 3—4 бої…
Дмитор Пігарєв в книзі «На торпедних катерах» так описує один з боїв:
| «В ніч на 11 червня 1943 ударна група, що складалася з трьох катерів, озброєних ракетними установками, і двох торпедних катерів зі звичайною зброєю під командуванням старшого лейтенанта І. П. Шенгура вийшла до Малої землі для обстрілу артилерійської позиції в районі Широка Щілина. Тут стояла ворожа батарея, яка вела систематичний обстріл наших військ, які окопалися на Мисхако. Позицію для стрільби ракетними установками розрахували заздалегідь, ще в базі, визначили і орієнтири на березі, за якими можна було точно визначити своє місце. Від цього багато в чому залежав успіх вогневого нальоту. У призначений час катери непомітно вийшли в точку тактичного розгортання. Командири старші лейтенанти І. П. Шенгур, В. С. Пилипенко і М. П. Матвієнко почали займати позицію для стрільби. Катери старших лейтенантів Хабарова і Попова залишилися в дозорі на випадок появи катерів противника з боку моря. Важко було командирам катерів точно визначити своє місце: ніч приховувала орієнтири. Дали одиночні пристрілювальні постріли, а потім у розташування противника посипалися десятки реактивних снарядів. Розриви накрили всю площу розташування ворожих гармат. Наліт був настільки раптовим і приголомшливим, що противник не встиг навіть розпізнати, звідки по ньому стріляють. Батарея на довгий час була виведена з ладу». |
В 1944 році Пилипенко — командир ланки торпедних катерів. В умовах наступу радянських військ основною тактикою катерників стає активний пошук і ураження конвоїв противника. Володимир Пилипенко вміло використовував метод активного пошуку.
27 квітня 1944 після заходу сонця торпедні катери старших лейтенантів М. П. Подимахіна і В. С. Пилипенко прибули в заданий квадрат на захід від Севастополя. Командири заглушили двигуни і огляділися. Не виявивши противника, катерники завели по одному двигуну і на малому ходу рушили до бухти Камишової. У випадковому промені прожектора моряки помітили судна противника, що заходили в бухту. Командир ланки вирішив не переслідувати противника а, маскуючись в тіні берега, очікувати їх повернення.

Зустріч з перемогою мінно-торпедного катера старшого лейтенанта Куракіна (1943 рік)

Чекати довго не довелося. Незабаром знов з'явилися силуети ворожих суден. Конвой противника йшов прямо на позицію катерів. Приблизно з дистанції в 5 кабельтових спостерігачі виявили транспорт і дві швидкохідні десантні баржі в охороні сторожових катерів. Подимахін з мінімальної дистанції торпедував транспорт. А катер Пилипенка, який був озброєний ракетною установкою, тим часом атакував швидкохідну десантну баржу. Влучний залп накрив її. Через деякий час зовсім поруч раптово з'явилися чотири фашистських сторожових катери, однак артилеристи встигли перезарядити РСЗВ. Пилипенко в упор розрядив установку в найближчий з них. Ворожий катер загорівся, ще два отримали серйозні ушкодження осколками. Користуючись панікою на катерах противника торпедні катери на повному ходу вийшли в безпечний район.
Указом Президії Верховної Ради СРСР від 16 травня 1944 року «за зразкове виконання бойових завдань командування на фронті боротьби з німецько-фашистськими загарбниками за звільнення Криму і проявлені при цьому мужність і героїзм» старшому лейтенанту Пилипенко Володимиру Степановичу присвоєно звання Героя Радянського Союзу з врученням ордена Леніна і медалі «Золота Зірка» (№ 3793). «Золоту Зірку» і орден Леніна йому вручив особисто командувач Чорноморським флотом адмірал Октябрський.
За роки війни катерами під командуванням В. С. Пилипенка було потоплено одинадцять ворожих кораблів, збитий літак. Сам Володимир Степанович був тричі поранений, але завжди повертався до бойового строю. Війну Володимир Пилипенко завершив в Австрії.

### Післявоєнний період
У повоєнні роки Володимир Степанович Пилипенко командував бригадою торпедних катерів Чорноморського флоту. У 1952 році закінчив командний факультет Військово-морської академії імені К. Є. Ворошилова.

Калінінградське ВВМУ (фото 1950-х років)

З 1964 року — заступник начальника Тихоокеанського вищого військово-морського училища імені С. О. Макарова. В 1967 році призначений начальником Калінінградського вищого військово-морського училища, яке очолював до 1981 року. В Калінінграді Володимир Степанович захистив дисертацію на здобуття ступеня кандидата технічних наук, підготував не одне покоління офіцерів для всіх флотів Радянського Союзу. Випускники КВВМУ пам'ятають адмірала Пилипенка, як одного з найкращих начальників училища. На період його командування прийшовся нелегкий період становлення училища: в 1969 році з філії ВВМОЛКУ імені Фрунзе (такий статус мало училище з 1967 по квітень 1969 року) училище переформовується в окремий навчальний заклад в складі штурманського і артилерійського факультетів, потім створюються факультети радіозв'язку, радіорозвідки. Начальник училища приділяв багато уваги вдосконаленню його навчально-матеріальної бази, але не забував і про побут курсантів. За його командування в училищі з'явилися Курсантська алея і сквер зі ставком та, навіть, міні-звіринцем. Легендою училища був велетенський «адміральський» короп, який жив у ставку і відгукувався на звук дзвінка.
Після звільнення в запас з 1983 року віцеадмірал Володимир Степанович Пилипенко жив в Севастополі, активно працював над військовими мемуарами про героїв-катерників, багато часу приділяв військово-патріотичному вихованню молоді.

### Патріот незалежної України
Адмірал Пилипенко однозначно підтримав проголошення незалежності України та формування флоту молодої незалежної держави. Як радник командувача ВМС України Володимир Степанович передавав свій досвід командуванню флоту, надавав українським морякам моральну підтримку в нелегкі часи становлення флоту.

Урочисте відкриття меморіальної дошки Герою Радянського Союзу віцеадміралу Володимиру Пилипенку (2007 рік)

Будучи керівником Севастопольської організації Всеукраїнського об'єднання ветеранів Другої світової війни, Володимир Степанович Пилипенко докладав багато зусиль для примирення усіх учасників війни незалежно від того, на якій стороні вони воювали. За це місцеві комуністи оголосили адмірала Пилипенка «зрадником війсьокової присяги і своїх бойових товаришів» і організували справжнє цькування Героя Радянського Союзу через підконтрольні ЗМІ. Апогеєм протистояння стала його поїздка у Львів і зустріч з лідером Братства воїнів УПА Михайлом Зеленчуком. У відповідь на неодноразові образливі публікації комуністичної газети
«Севастопольская правда» Пилипенко подав на неї і її засновника міськком КПУ позов про захист честі і гідності. І виграв його. Отримані як компенсація за моральні збитки 11 тисяч гривень Володимир Степанович перерахував Севастопольському дитячому будинку № 2.
До останніх років життя єдиний у місті Герой Радянського Союзу, відзначений цією нагородою в роки війни саме за оборону і звільнення Севастополя, Володимир Степанович Пилипенко брав активну участь у військово-патріотичному вихованні флотської і міської молоді, зустрічався з школярами, екіпажами кораблів ВМС. За активну патріотичну роботу віцеадмірал Пилипенко був зарахований почесним членом екіпажу корвету «Вінниця».
Герой Радянського Союзу, віцеадмірал Пилипенко Володимир Степанович помер 13 березня 2005 року на 86-му році життя. За рішенням сесії Севастопольської міської ради В. С. Пилипенко був похований на меморіальному кладовищі Комунарів. Посмертно він представлений до присвоєння звання «Почесний громадянин міста-героя Севастополя».

## Вшанування пам'яті

Меморіальна дошка на будинку в якому жив В. С. Пилипенко

Ім'я Володимира Степановича Пилипенка було увічнене ще за його життя — на Сапун-горі на меморіальній дошці визволителів міста-героя Севастополя, удостоєних звання Героя Радянського Союзу висічене і його ім'я. А після смерті моряка-катерника, 7 травня 2007 року, з ініціативи командування Військово-Морських Сил Збройних Сил України, на будинку в якому жив В. С. Пилипенко відкрито меморіальну дошку. На урочистостях, присвячених цій події, були присутніми дружина та дочка легендарного військового моряка, представники командування Військово-Морських Сил ЗС України, Чорноморського флоту Російської Федерації та міської влади, ветерани та молодь міста. На меморіальній дошці висічено напис: «У цьому будинку 1982—2005 р.р. жив Герой Радянського Союзу віцеадмірал Пилипенко Володимир Степанович учасник Великої Вітчизняної війни 1941—1945 р.р.».
Ветерани Військово-Морських Сил України неодноразово виступали з ініціативами про увічнення пам'яті Володимира Степановича. За їх ініціативи іменем Героя названа одна з вулиць садового товариства «Ритм» на Північній стороні Севастополя. Але рада ветеранів ВМС вважає, що Володимир Пилипенко гідний більшого. рада ветеранів неодноразово зверталася до Севастопольської міської ради з пропозицією перейменувати на його честь одну з вулиць Севастополя, зокрема вулицю Гражданську. Досі Севміськрада такого рішення не ухвалила. Пивід — «комісія міськради може приймати рішення з цього приводу тільки через кілька років».
Військова рада ВМС ЗС України звернулася до Міністерства оборони України з клопотанням присвоїти ім'я Героя Радянського Союзу Володимира Пилипенка Навчальному центру Військово-Морських Сил Збройних Сил України.

## Нагороди
Ордени СРСР

Могила В. С. Пилипенка на Кладовищі Комунарів

- Медаль «Золота Зірка» Героя Радянського Союзу (№ 3793)
- Орден Леніна
- Два ордени Червоного прапора
- Два ордени Вітчизняної війни 1 ступеня
- Два ордени Червоної Зірки
- Орден «За службу Батьківщині у Збройних силах СРСР» III ступеня

Ордени України
- Орден Богдана Хмельницького 1 ступеня
- Орден Богдана Хмельницького 2 ступеня
- Орден Богдана Хмельницького 3 ступеня

Медалі
Медаль «За відвагу», медаль «За бойові заслуги» та ще 28 медалей СРСР і України, нагороди Болгарії і Румунії.